# Antonio Segni
Pour les articles homonymes, voir Segni (homonymie).
Antonio Segni, né le 2 février 1891 à Sassari et mort le 1er décembre 1972 à Rome, est un juriste, universitaire et homme d'État italien du XXe siècle, président de la République de 1962 à 1964.
Membre de la Démocratie chrétienne, il a été ministre au sein de nombreux gouvernements et, par deux fois, président du Conseil des ministres de 1955 à 1957 et de 1959 à 1960.
Élu président de la République italienne à l'issue d'un scrutin laborieux en 1962, il est néanmoins contraint de démissionner après un accident vasculaire cérébral en 1964 ; il est, à ce jour, le président italien ayant eu le mandat le plus court depuis l'instauration de la République en 1946. Après sa démission, il devient sénateur à vie de 1964 à sa mort, en 1972.
Sa présidence, bien que courte, est un épisode controversé de l'histoire italienne : réputé pour sa grande méfiance à l'égard des communistes, dont il craignait qu'ils accèdent un jour au pouvoir, Antonio Segni, alors président de la République, aurait favorisé l'élaboration du « plan Solo », dont la mise en œuvre aurait été soutenue par le chef de l'État si celui-ci devait se trouver contraint de nommer un gouvernement communiste.

## Biographie
Issu d'une famille de l'ancienne noblesse originaire de Gênes, Antonio Segni exerça le métier d'avocat et de professeur de procédure civile à l'université. Il enseigna à Sassari (où il eut pour disciple, puis pour assistant, Salvatore Satta), Cagliari, Pavie, Pérouse et finalement à Rome. En 1919, il adhère au Parti populaire de Luigi Sturzo. En retrait pendant le fascisme, il est l'un des fondateurs de la Démocratie chrétienne en 1943. Élu député en 1946, et constamment réélu jusqu'à son accession à la présidence de la République en 1962, il est le chef de file de l'aile modérée de son parti. De 1944 à 1946, il est sous-secrétaire à l'agriculture. De 1946 à 1962, il est à plusieurs reprises ministre de l'Agriculture, de l'Éducation, de la Défense et des Affaires étrangères.
En tant que ministre de l'Agriculture, il est l'auteur d'une réforme radicale avec la loi Sila du 12 mai 1950 ciblant les terres pauvres calabraises, et la loi-règlement ou « stralcio » du 21 octobre 1950 permettant l'expropriation partielle des grands et moyens domaines au profit des paysans pauvres dans certaines zones.
Président du Conseil du 6 juillet 1955 au 6 mai 1957 et du 15 février 1959 au 24 février 1960, il est l'un des signataires du traité de Rome instituant la Communauté économique européenne le 25 mars 1957. En 1964, il est lauréat du prix international Charlemagne.
Antonio Segni accède au poste de président de la République italienne le 6 mai 1962. Méfiant envers les communistes et la police, il demande l’élaboration d’un plan de lutte anti-subversion aux carabiniers, le plan Solo. Atteint par un accident cérébral foudroyant le 7 août 1964, il reste paralysé et démissionne le 6 décembre de la même année. Pendant sa maladie, les fonctions de président de la République sont exercées par le président du Sénat Cesare Merzagora. Après sa démission il se retire de la vie publique.
Son fils Mario Segni est lui aussi un homme politique italien.

## Mandats
- Ministre de l'Agriculture de 1946 à 1951
- Ministre de l'Éducation de 1951 à 1953
- Ministre de l'Éducation de 1953 à 1954
- President du Conseil des ministres de 1955 à 1957
- Ministre de la Défense de 1958 à 1959
- Président du Conseil des ministres de 1959 à 1960
- Ministre de l'Intérieur de 1959 à 1960
- Ministre des Affaires étrangères de 1960 à 1962
- Président de la République de 1962 à 1964
- Sénateur à vie de 1964 à 1972